# Stiklestad
Stiklestad er en landsby i Verdal kommune, Trøndelag i Norge, hovedsagelig kendt som skueplads for slaget ved Stiklestad, hvor Olav den Hellige faldt den 29. juli 1030.
Ved kirkejubilæet i Nidaros og på Stiklestad ved olsok (dvs. 29. juli) 1930, var det officielle Norge repræsenteret ved kong Haakon 7., dronning Maud, kronprins Olav, 77 stortingsrepræsentanter, statsminister Mowinckel, seks af de otte statsråder og 15 højesteretsdommere. Tirsdag 29. juli 1930 kl. 10:30 var der højmesse i Stiklestad kirke før friluftsgudstjeneste og 900-års jubilæumsstævne med 40.000 fremmødte på Stiklestadssletten. Det var den største folkelige manifestation i det moderne Norge.

## Stiklestad kirke og Olavsstenen
Stiklestad kirke er en langkirke i mur fra periode 1150-1200. Ifølge traditionen er kirken bygget slik at alteret er placereet over det sted, hvor Olav den Hellige faldt.
I årene 1927–30 blev kirken gennemgribende restaureret for at fremstå flottest mulig til Olavsjubilæet i 1930. Da blev en række kalkmalerier fra 1500-tallet afdækket på skibets langvægge.
Da en præst flyttede fra Stiklestad i 1930'erne, blev en sten med til Toten. Ifølge præstens datter blev stenen helt tilfældigt valgt tilfeldig fra en bunke, der ellers skulle køres væk og kastes efter restaureringen. Denne og en anden sten var blevet fundet under gulvet da der blev gravet inde i kirken. Senere fik man i Verdal tanker om, at den sten, der blev taget med til Toten, kunne være selveste Olavsstenen. Omkring 1980 blev sagen omtalt i aviserne, og efter et ophold hos Riksantikvaren blev stenen ført tilbage til Stiklestad, hvor den blev opbevaret af Stiklestad nationale kulturcenter, inden den blev tilbageleveret til Stiklestad kirke i 2006.
Ifølge en geologisk undersøgelse udført på Geologisk museum i Oslo efter initiativ fra Riksantikvaren, var der ingen spor på stenen efter indemuring i alteret eller i grundmuren. Rapporten fastslog også, at stenen var en type rullesten typisk for Stiklestad, og efter alt at dømme fra Verdal. Arkæolog Axel Christophersen udelukkede, at denne sten var den oprindelige Olavssten, men erkendte dens symbolvirkning. Steinen ligger nå under alteret, slik at kirkens gjester kan se den hvis de ønsker.